# Conan Lord, carnets secrets d'un cambrioleur
 (mars 2017).
Si vous disposez d'ouvrages ou d'articles de référence ou si vous connaissez des sites web de qualité traitant du thème abordé ici, merci de compléter l'article en donnant les références utiles à sa vérifiabilité et en les liant à la section « Notes et références ».
Conan Lord, carnets secrets d'un cambrioleur est un roman policier français de Serge Brussolo publié en 1995.

## Résumé
Londres 1945. Les exploits de Conan Lord défraient la chronique.
Qui est donc ce cambrioleur insaisissable qui signe ses forfaits en rayant les miroirs, comme si son image lui était insupportable ? Un nazi clandestin, un anarchiste ? Un soldat défiguré par la guerre et décidé à se venger ?
Cependant, au square, le jeune Richard Shieldrake a lié connaissance avec un autre garçonnet, Tiny, lui aussi accompagné de sa nurse. Étrange enfant, celui-là, qui une fois sorti du jardin, allume une cigarette et boit un coup.
Quelque temps plus tôt, le cirque Paddington a brûlé dans les bombardements. On y exécutait pour appâter le public les numéros les plus dangereux ...

## Personnages principaux
- Conan Lord
- Richard Shieldrage
- Tiny

## Particularité du roman
En 1995 paraît Conan Lord, carnets secrets d'un cambrioleur, roman dans lequel il invente un nouveau personnage. Une sorte d'anti-héros, aux antipodes du gentleman cambrioleur de Maurice Leblanc, sorte de « gueule cassée », victime de la Seconde Guerre mondiale, qui ne supporte plus d'apercevoir son reflet et raye les miroirs avec un diamant en guise de signature. Ce roman original est élu Masque de l'année.

## Prix et récompenses
Conan Lord, carnets secrets d'un cambrioleur est le Masque de l'année 1995

## Sources
Conan Lord, carnets secrets d'un cambrioleur, Librairie des Champs-Élysées, coll. « Le Masque » no 2219, 1995  (ISBN 2-7024-2524-0)